# Katedra UNESCO pro muzeologii a světové dědictví
Katedra UNESCO pro muzeologii a světové dědictví je katedra Filozofické fakulty Masarykovy univerzity.

## Historie katedry
Katedra UNESCO byla zřízena v prosinci 1994 dohodou uzavřenou mezi UNESCO a Masarykovou univerzitou podepsanou generálním ředitelem UNESCO a rektorem Univerzity. Šlo o první katedru UNESCO v České republice a v době svého založení o jedinou katedru UNESCO zaměřenou na muzeologii a světové dědictví na celém světě. Od roku 2014 je Katedra UNESCO pro muzeologii a světové dědictví organizačně začleněna pod Ústav archeologie a muzeologie Filozofické fakulty Masarykovy univerzity.

## Aktivity katedry
Katedra UNESCO pro muzeologii a světové dědictví
- je profilována coby myšlenkové centrum, místo setkávání a výměny poznatků v oblasti muzeologie a s ní souvisejících oborů.
- předpokládá úzkou interdisciplinární spolupráci mezi subjekty Masarykovy univerzity, spolupráci s univerzitami v České republice i v zahraničí a s dalšími odbornými institucemi muzejní i archeologické praxe tak, aby metodicky pokryla oblast teoretické i aplikované muzeologie a problematiku uchovávání a prezentace světového dědictví.
- směřuje k  cílené podpoře celospolečenského vědomí úlohy muzeí pro trvale udržitelný rozvoj společnosti, posilování jejich významu coby nositelů kulturního a mezikulturního dialogu a poznatků paměti minulých generací.

- je formována jako centrum odborné podpory muzejním a dalším kulturním institucím, které se zabývají fenoménem kulturního dědictví.

Činnost Katedry je zaměřena na podporu vědecké role muzeí, vědeckého zázemí oboru muzeologie a aplikovanou rovinu každodenní muzejní praxe ve třech stěžejních oblastech – teorie muzeologie a historie muzeálního fenoménu, muzejní výstavnictví a muzejní pedagogika.
Edukační působení ve formě přednášek, seminářů, stáží, odborných publikací a dalších forem mentoringu sleduje zásady celoživotního vzdělávání.
Katedra také organizuje dlouhodobý cyklus přednášek zahraničních odborníků Special Topics of Museology, určený pro širokou zainteresovanou veřejnost, spoluvydává odborný muzeologický časopis Museologica Brunensia a prezentuje a poskytuje záštitu unikátním projektům v oblasti podpory a popularizace muzeologie, muzejnictví a světového dědictví.
Významnou součástí činnosti Katedry UNESCO pro muzeologii a světové dědictví je podpora propojení českého muzeologického a muzejního prostředí s aktuálním světovým vývojem oboru formou přednášek významných zahraničních muzeologů i formou prezentace českého muzeologického zázemí zahraničnímu publiku.
Činnost Katedry podléhá pravidelné supervizi Rady Katedry. Členové Rady jsou jmenováni rektorem Masarykovy univerzity na základě návrhu vedoucího Katedry UNESCO. Členy Rady jsou osoby renomované v oborech, které souvisejí s činností Katedry.
Katedra nabízí
- odbornou vědeckou a publikační činnost;
- edukační činnost směrem k odborné a laické veřejnosti
- zprostředkovávání nejnovějších oborových poznatků české i zahraniční odborné veřejnosti a orgánům státní správy

      v těchto základních tématech:
- teoretická a aplikovaná muzeologie (historie muzejního fenoménu, muzejní pedagogika, muzejní výstavnictví);
- muzeologická péče o archeologické památky.

Pro koho?
- studenti vysokých škol v České republice i v zahraničí;
- studenti vyšších odborných škol v České republice;
- akademičtí pracovníci vysokoškolských pracovišť v České republice i v zahraničí;
- pracovníci muzeí, institucí památkové péče a ostatních oborů kulturního dědictví (např. archeologických institucí) v České republice i v zahraničí;
- odborná muzeologie a archeologická profesní sdružení a profesní sdružení dalších oborů zaměřených na kulturní dědictví;
- pracovníci orgánů veřejné správy, které se zabývají správou kulturního dědictví.

## Vedoucí katedry
- 1994–2002 Vinos Sofka
- 2002–2014 Jan Dolák
- 2014–dosud Jiří Macháček